# Hélène de Troie (Star Trek)
Pour l’article homonyme, voir Hélène de Troie.
Hélène de Troie (Elaan of Troyius) est le treizième épisode de la troisième saison de la série télévisée Star Trek. Il fut diffusé pour la première fois le 20 décembre 1968 sur la chaîne américaine NBC.
Kirk doit convoyer une princesse capricieuse et violente pour la conduire à son époux situé sur une autre planète du même système : leur mariage pourrait apporter la paix entre les deux peuples.

## Distribution

### Acteurs principaux
- William Shatner — James T. Kirk (VF : Yvon Thiboutot)
- Leonard Nimoy — Spock (VF : Régis Dubost)
- DeForest Kelley — Leonard McCoy
- James Doohan — Montgomery Scott
- George Takei — Hikaru Sulu
- Nichelle Nichols — Uhura
- Walter Koenig — Pavel Chekov

### Acteurs secondaires
- Majel Barrett - Infirmière Christine Chapel
- France Nuyen - Elaan
- Jay Robinson - L'ambassadeur Petri
- Tony Young - Kryton
- Lee Duncan - Evans
- Victor Brandt - Watson
- K.L. Smith - Capitaine Klingon
- Dick Durock - Garde 1
- Charles Beck - Garde 2
- Hal Baylor - Garde 3
- Eddie Paskey - Lieutenant Leslie
- Frank da Vinci - Opérateur de transport
- William Blackburn - Lieutenant Hadley
- Roger Holloway - Lieutenant Lemli

## Résumé
La nouvelle mission de l'Enterprise est supervisé par l'ambassadeur Petri, un habitant de la planète Troyius. Ils accueillent à bord de leur vaisseau une délégation venue de la planète Elas qui accompagne la Dohlman Elaan, une princesse destinée à se marier avec l'actuel roi de Troyius. Or, celle-ci est d'un caractère exécrable et traite le personnel de bord comme s'il s'agissait de serviteurs. L'alliance entre Elaan et Troyius permettra de protéger leur système des Klingons, qui eux aussi convoitent ce système. Peu de temps après leur départ, Hikaru Sulu repère un vaisseau klingon suivant l'Enterprise.
Elaan s'entend peu avec l'ambassadeur Petri qu'elle finit par poignarder. Celle-ci n'appréciait pas que celui-ci tente de l'éduquer. Petri fini hospitalisé et refuse de continuer à tenter d'éduquer la princesse. Il explique que malgré leur sauvagerie, les princesses Elasiennes sont convoitées pour leur pouvoir : la larme d'une femme Elasienne rendant fou d'amour celui qui la reçoit. Le capitaine Kirk tente d'enseigner les bonnes manière à Elaan mais celle-ci tente aussi de le poignarder. Au cours d'un affrontement, celle-ci fini par pleurer. En tentant de la consoler, il touche une larme et tombe amoureux d'elle.
Elaan et Kirk deviennent amants mais au même moment un des ingénieurs est tué par Kryton, le responsable des gardes du corps d'Elaan, qui travaille secrètement pour les Klingons. Celui-ci a aussi saboté les cristaux de dilithium de l'Enterprise, l'empêchant de s'enfuir. Capturé, il se suicide avant d'être interrogé. Selon Elaan, Kryton venant d'une famille noble, le mariage avec un habitant de Troyius l'a enragé. Elaan tente de prendre l'ascendant sur Kirk, lui suggérant de détruire Troyius et de l'épouser pour devenir roi d'Elas. Spock et le docteur McCoy découvrent la liaison entre Kirk et Elaan. Kirk lui demande de fabriquer un antidote. Elaan est impressionné car Kirk arrive à lui résister, elle lui obéit lorsque celui-ci lui demande de se protéger dans l'infirmerie pendant que le vaisseau est attaqué par le croiseur Klingon. Là, elle y croise l'Ambassadeur Petri qui lui offre un collier créé à partir des pierres de la planète Troyius
Kirk découvre que les Klingons bluffent et n'engagent pas les hostilités car cela pourrait être interprété comme une déclaration de guerre. Kirk bluffe à son tour en affirmant que son vaisseau est fonctionnel et peut repartir à tout moment. Alors qu'Elaan arrive sur le pont du vaisseau, Spock et Kirk découvrent que les pierres qu'elle a autour du cou sont des cristaux de dilithiums, qui pourraient permettre au vaisseau de faire fonctionner le réacteur d'antimatière. Ils découvrent alors pourquoi les Klingons veulent mettre la main sur Troyius. Le courant de l'Enterprise est restauré peu de temps avant l'attaque finale du vaisseau Klingon.
Elaan, l'ambassadeur et leur escorte sont amenés sur Troyius. Peu de temps après, McCoy dit avoir trouvé le remède contre les larmes des femmes d'Elas, mais Spock lui dit qu'il est trop tard : l'amour que le capitaine Kirk porte à son vaisseau est plus fort que celui d'Elaan.

### Continuité
- L'épisode marque la première apparition d'un croiseur de bataille Klingon.
- C'est la dernière apparition du lieutenant Leslie.
- Dans l'épisode Reliques de la série dérivée Star Trek : The Next Generation Montgomery Scott évoque brièvement les évènements de cet épisode.